# Antena Sul
Antena Sul – Rádio Jornal e Antena Sul – Almodôvar ou, simplesmente, Antena Sul, são duas emissoras de rádio locais da região do Alentejo. Estas estações emitem a partir de Viana do Alentejo e de Almodôvar, embora tenham os seus estúdios centrais na cidade de Évora. A programação dispõe de conteúdo informativo regional e nacional, intercalado com diversos programas de entretenimento e interesse geral.
O emissor principal da Antena Sul 95.5 MHz está localizado no Monte de São Vicente, em Viana do Alentejo, o que permite à estação chegar à grande maioria dos concelhos dos distritos de Évora, Beja e Setúbal. A Antena Sul também emite a partir de Almodôvar, através da frequência 90.4 MHz, situando-se o seu emissor no Pico do Mú da Serra do Caldeirão, chegando a boa parte dos concelhos dos distritos de Beja e Faro. 
As emissões tiveram o seu início a 13 de fevereiro de 2001. A estação de Viana do Alentejo começou a emitir sob o nome de RNA (Rádio Nova Alentejo) com o mesmo acrónimo das restantes estações da rede: RNA (Rádio Nova Antena) de Odivelas e RNA Montemor. Com as sucessivas mudanças de propriedade foi passando de nome para Horizontes Planos e Rádio Voz do Alentejo. Em Almodôvar a anterior denominação era Rádio Almodôvar.